# Międzynarodowa Federacja Kynologiczna
Międzynarodowa Federacja Kynologiczna (FCI, Fédération Cynologique Internationale) mająca siedzibę w Thuin w Belgii – nadrzędna jednostka dla głównych organizacji kynologicznych w Europie, Azji, Afryce, Ameryce Środkowej, Ameryce Południowej, Australii, Nowej Zelandii. Państwami nienależącymi do FCI są między innymi Albania, Stany Zjednoczone i Wielka Brytania. Nie należy mylić z Federación Canina Internacional (F.C.I.).
FCI zrzesza członków i tzw. partnerów kontraktowych. Posiada szereg struktur wewnętrznych – np. Komisję Standardów (wzorców), zajmujących się opracowywaniem i kodyfikacją Wzorców FCI (standardów FCI) – szczegółowymi opisami cech danej rasy psów z podaniem numeru, pod którym występuje ona w rejestrach FCI (jednakże nie wszystkie rasy posiadają wzorce zatwierdzone przez FCI – są to tzw. „rasy nieuznawane”). FCI patronuje także Międzynarodowym Wystawom Psów Rasowych w krajach członkowskich, zawodom agility i innym przedsięwzięciom z udziałem psów rasowych. Prowadzi repertorium hodowli psów rasowych.

## CzłonkowieFCI
| Państwo            | Nazwa organizacji członkowskiej                        |
| ------------------ | ------------------------------------------------------ |
| Argentyna          | Federación Cinológica Argentina www                    |
| Australia          | Australian National Kennel Council www                 |
| Austria            | Österreichische Kynologenverband www                   |
| Bahrajn            | Kennel Club of Bahrain                                 |
| Belgia             | Société Royale Saint-Hubert www                        |
| Białoruś           | Belorussian Cynological Union www                      |
| Boliwia            | Kennel Club Boliviano www                              |
| Brazylia           | Confederaçao Brasileira de Cinofilia www               |
| Bułgaria           | Bulgarian Republican Federation of Cynology www        |
| Chile              | Kennel Club de Chile www                               |
| Chorwacja          | Hrvatski Kinološki Savez www                           |
| Cypr               | Cyprus Kennel Club www                                 |
| Czarnogóra         | Kinološki savez Crne Gore www                          |
| Czechy             | Českomoravská Kynologická Unie www                     |
| Dania              | Dansk Kennel Club www                                  |
| Dominikana         | Federación Canina Dominicana                           |
| Ekwador            | Asociación Ecuatoriana de Registros Caninos www        |
| Estonia            | Eesti Kennelliit www                                   |
| Filipiny           | Philippine Canine Club www                             |
| Finlandia          | Suomen Kennelliitto www                                |
| Francja            | Société Centrale Canine www                            |
| Gruzja             | Sakartwelos Kinologiuri Pederacia www                  |
| Gibraltar          | Gibraltar Kennel Club www                              |
| Grecja             | Kennel Club of Greece www                              |
| Gwatemala          | Asociación Guatemalteca de Criadores de Perros         |
| Hiszpania          | Real Sociedad Canina en España www                     |
| Holandia           | Raad van Beheer op Kynologisch Gebied in Nederland www |
| Honduras           | Asociación Canófila de Honduras                        |
| Hongkong           | Hong Kong Kennel Club www                              |
| Islandia           | Hundaræktarfélags Íslands www                          |
| Indie              | Kennel Club of India www                               |
| Indonezja          | All Indonesia Kennel Club                              |
| Irlandia           | Irish Kennel Club www                                  |
| Izrael             | Israel Kennel Club                                     |
| Japonia            | Japan Kennel Club www                                  |
| Kazachstan         | Union of Cynologists of Kazakstan                      |
| Kolumbia           | Asociación Club Canino Colombiano www                  |
| Korea Południowa   | Korean Canine Club www                                 |
| Kostaryka          | Asociación Canófila Costarricense www                  |
| Kuba               | Federación Cinólogica de Cuba                          |
| Litwa              | Lietuvos Kinologu Draugija www                         |
| Luksemburg         | Union Cynologique Saint Hubert Luxembourg www          |
| Łotwa              | Latvijas Kinologiska Federacija www                    |
| Macedonia Północna | Kennel Association of the Republic of Macedonia        |
| Malezja            | Malaysian Kennel Association www                       |
| Malta              | Malta Kennel Club www                                  |
| Meksyk             | Federacíon Canófila Mexicana www                       |
| Mołdawia           | Moldavian Kennel Union www                             |
| Monako             | Société Canine de Monaco                               |
| Maroko             | Société Centrale Canine Marocaine                      |
| Niemcy             | Verband für das Deutsche Hundewesen www                |
| Nikaragua          | Asociación Canina Nicaragüense                         |
| Norwegia           | Norsk Kennel Klub www                                  |
| Nowa Zelandia      | New Zealand Kennel Club www                            |
| Panama             | Club Canino de Panama                                  |
| Paragwaj           | Paraguay Kennel Club                                   |
| Peru               | Kennel Club Peruano www                                |
| Polska             | Związek Kynologiczny w Polsce www                      |
| Portugalia         | Clube Português de Canicultura www                     |
| Portoryko          | Federación Canófila de Puerto Rico www                 |
| Rumunia            | Asociatia Chinologica Romana www                       |
| Rosja              | Russian Kynological Federation www                     |
| RPA                | Kennel Union of Southern Africa www                    |
| Salwador           | Asociación Canófila Salvadoreña www                    |
| San Marino         | Kennel Club San Marino www                             |
| Singapur           | Singapore Kennel Club www                              |
| Słowacja           | Slovenska Kynologicka Jednota www                      |
| Słowenia           | Slovenian Kennel Club www                              |
| Serbia             | Kinološki Savez Republike Srbije www                   |
| Sri Lanka          | Kennel Association of Sri Lanka                        |
| Szwajcaria         | Société Cynologique Suisse www                         |
| Szwecja            | Svenska Kennelklubben www                              |
| Tajlandia          | Kennel Club of Thailand www                            |
| Tajwan             | Kennel Club of Taiwan www                              |
| Turcja             | Köpek Irkları ve Kinoloji Federasyonu www              |
| Ukraina            | Ukrainian Kennel Union www                             |
| Urugwaj            | Kennel Club Uruguayo www                               |
| Uzbekistan         | Cynological Federation of Uzbekistan                   |
| Wenezuela          | Federación Canina de Venezuela www                     |
| Węgry              | Magyar Ebtenyésztök Orszagos Egyesülete www            |
| Włochy             | Ente Nazionale della Cinofilia Italiana www            |